# Ołdaki-Magna Brok
Ołdaki-Magna Brok – wieś w Polsce położona województwie podlaskim (na granicy z woj, mazowieckim), w powiecie wysokomazowieckim, w gminie Czyżew.
W latach 1975–1998 miejscowość położona była w województwie łomżyńskim.
Wierni kościoła rzymskokatolickiego należą do parafii św. Apostołów Piotra i Pawła w Czyżewie.

## Historia
W roku 1417 mazowiecki książę warszawski oraz podlaski Janusz I Starszy nadaje Przecławowi ze Świerczy (założyciel m. Dmochy-Przeczki) i Klemensowi z Ołdaków (późniejsze Ołdaki-Magna Brok) 20 włók ziemi (ok. 360 ha zwane "Drusinio") nad rzeką Brok niedaleko Nura w Ziemi Nurskiej.  
W roku 1482 Książę mazowiecki Bolesław zwalnia Rosłańca, plebana czerskiego i jego braci zamieszkałych w Łętowie Ołdaki w powiecie nurskim z wszelkich ciężarów.
Na tym obszarze powstały również osady:
- Ołdaki Połomyja,
- Ołdaki Grodzisko,
- Ołdaki Magna Brok.

W XIX w. okolica szlachecka Ołdaki należała do powiatu ostrowskiego. Mieszkający tu Ołdakowscy przyjęli herb Rawa.
Słownik geograficzny Królestwa Polskiego informuje:
- Ołdaki Polonia, gmina Warchoły, parafia Andrzejewo. W 1827 roku 17 domów i 107 mieszkańców. Pod koniec XIX wieku 114 mieszkańców. Wiatrak.
- Ołdaki Magnabrok, gmina Dmochy Glinki, parafia Czyżewo. W 1827 roku 14 domów i 87 mieszkańców.
- Ołdaki Mazury, gmina Dmochy Glinki, parafia Czyżewo. W 1827 roku 2 domy i 13 mieszkańców[10].

W 1921 r. naliczono tu 12 budynków z przeznaczeniem mieszkalnym oraz 72 mieszkańców (36 mężczyzn i 36 kobiet). Wszyscy podali narodowość polską.